# Вишеград (Пешта)
Вишеград (мађ. Visegrád; слч. Vyšehrad) је мали град у жупанији Пешта у Мађарској. Смјештен је сјеверно од Будимпеште на десној обали Дунава. У граду је 2001. године живјело 1654 становника. Вишеград је познат по остацима рано ренесансне љетње палате мађарског краља Матије Корвина и средњовјековне цитаделе.

## Етимологија имена
Име Вишеград је словенског поријекла и значи „горња тврђава“ или „горње насеље/град/фортификација“. У модерном словачком и чешком пише се Vyšehrad. Постоји град са сличним називом у Босни и Херцеговини, Вишеград, а такође и мало насеље у Тексасу, Вишехрад, поред Халетсвила. Један њемачки архаичан назив за Вишеград је Плинтенбург.

## Историја
У 11. веку краљ Андрија I се вратио из Русије, из изгнанства, са својом супругом Анастазијом, Рускињом. Основао је око 1056. године код данашњег Вишеграда, један манастир који је посветио Св. Андрији Првозваном, и поверио га православним монасима Василијевог реда. „Латини” су из њега временом потиснули православне духовнике. Тај манастир је постојао до доласка Турака у те пределе, који су остављали пустош иза себе.
На једном вису поред Дунава виделе су се 1886. године рушевине краљевског града Вишеграда. У њеном подножју, у једној кући живео је мађарски војсковођа Гергељи, који је положио оружје код Вилагоша 1849. године. Био је омрзнут од стране својих сународника, због свог наводно издајничког држања. Ту је у оквиру зидина била и тзв. кула „Соломонова”, у којој је угарски краљ Владислав I, заточио свог братића Соломуна.
У Вишеграду су радо боравили угарски краљеви попут Карла Роберта, Матије Корвина - "краљ Маћјаш" и Лудвига. Лудвиг Велики оженио се Јелисаветом, кћерком Стефана II Котроманића, босанског бана. Било је то 1358. године у његовом „романтичном” дворцу у Вишеграду. Том приликом уговорно је примио на себе да штити Дубровник. Дубровчанима су од тада створени услове за слободну трговину у Подунављу.
Мађарски краљ Карло III погинуо је 1385. године, исте године када је крунисан, у Вишеграду. По наговору младе и старе краљице убио га је најмљени убица гроф Форгач.